# バカサシ〜バカなものサシ〜
『バカサシ〜バカなものサシ〜』は、朝日放送テレビで2021年3月7日から21日まで放送されたバラエティ番組である。

## 概要
世の中に存在するあらゆるものを数えるといった内容であり、バカリズムと指原莉乃がMCを初めてタッグする番組でもある。

## 出演者
- バカリズム - MC[1]
- 指原莉乃 - MC[1]
- フワちゃん - 天の声[1]

## スタッフ
- ナレーター：利根健太朗
- 構成：竹村洪作、荒木健策
- CAM：塚本達郎（共同テレビ）
- VE：金子英樹（共同テレビ）
- EED：渡邉敬（共同エディット）
- MA：泉英理奈（共同テレビ）
- CG：松下剛士
- 美術：和田誠
- 編成：鈴鹿相哉（朝日放送テレビ）
- 番宣：衣川淳子（朝日放送テレビ）
- 協力：K-ten
- 撮影技術：共同テレビジョン映像制作部
- AD：吉田莉穂、横山敬人
- 制作進行：内田和之
- ディレクター：稲垣知宏・高山賢一（以上、共同テレビ）、大谷卓
- プロデューサー：関卓也・正垣吉朗（以上、共同テレビ）
- チーフプロデューサー：田中和也（朝日放送テレビ）
- 制作：朝日放送テレビ、共同テレビ